# 2001 en mathématiques
Cette année présente les faits marquants de l'année 2001 en mathématiques.

## Publications
- Mark Colyvan : The Indispensability of Mathematics (Oxford University Press).

## Naissances
- 8 juin : Letong (Carina) Hong, mathématicienne chinoise.

## Décès
- 20 janvier : Crispin Nash-Williams (né en 1932), mathématicien britannique et canadien.
- 27 janvier : Robert Alexander Rankin (né en 1915), mathématicien écossais.
- 14 février : Helmut Wielandt (né en 1910), mathématicien allemand.
- 31 mars : Arthur Geoffrey Walker (né en 1909), mathématicien britannique.
- 16 avril : Alfred Horn (né en 1918), mathématicien américain.
- 17 mai : Jacques-Louis Lions (né en 1928), mathématicien français.
- 30 juillet : William Schelter (né en 1947), mathématicien et informaticien canadien.
- 13 octobre : Olga Oleinik (née en 1925), mathématicienne soviétique.
- 17 octobre : Francis Anscombe (né en 1918), statisticien britannique.
- 8 novembre : Albrecht Fröhlich (né en 1916), mathématicien britannique d'origine allemande.
- 10 novembre : Carl-Gustav Esseen (né en 1918), mathématicien suédois.
- 8 décembre : Betty Holberton (née en 1917), mathématicienne américaine.
- 19 décembre : Judita Cofman (née en 1936), mathématicienne germano-yougoslave.
- 23 décembre : Donald Spencer (né en 1912), mathématicien américain.